# Partido Socialista (Bolivia, 1971)
El Partido Socialista (PS) era un partido político socialista de Bolivia.

## Historia
El partido fue creado el 1 de mayo de 1971 mediante la fusión de tres pequeños partidos (Acción Popular, Frente de Liberación Nacional [FLIN] y Grupo FARO) que apoyaban al general Alfredo Ovando Candía, quien había sido depuesto por una facción de izquierda radical el 6 de octubre de 1970.
Entre los líderes del partido se encontraban Marcelo Quiroga Santa Cruz, Mario Miranda Pacheco, Alberto Bailey Gutiérrez, y Guillermo Aponte Burela.
El Partido Socialista se declaraba a sí mismo como marxista e independiente de la influencia soviética o china, favoreciendo la unidad popular antiimperialista, que pudiera terminar con las injusticias locales y la intervención extranjera. Las ideas básicas del PS diferían levemente de las del ala izquierda del Movimiento Nacionalista Revolucionario (MNR), o del Partido Revolucionario de la Izquierda Nacionalista (PRIN), excepto que se colocaba mayor énfasis en el papel "directivo" del proletariado, y en la palabra "socialismo" en sí. Lo que el PS trató de ofrecer, que otros partidos quizás no podían, era un liderazgo responsable, preparado para actuar por principios declarados más que por ambiciones personales. Marcelo Quiroga Santa Cruz, en particular, había ganado una merecida reputación de honestidad y coraje durante los años de gobierno de René Barrientos, cuando estuvo varias veces detenido y arrestado por la policía.
Habiendo apoyado el régimen izquierdista del general Juan José Torres sin haber participado de su gobierno, el PS se opuso al régimen de Hugo Banzer, y retornó a la escena política boliviana sólo después de la caída de dicho régimen en 1978.
El Partido Socialista se dividió en febrero de 1978, con su entonces líder, Marcelo Quiroga Santa Cruz, creando el Partido Socialista-1. El Partido Socialista original (sección de derecha) eligió a Guillermo Aponte Burela como su líder. En marzo de 1979, Sabino Tito Atahuichi se escindió del Partido Socialista-Aponte y fundó el Partido Socialista-Atahuichi.

## Escisiones

### Partido Socialista-1
El Partido Socialista-1 fue creado en febrero de 1978 y participó de todas las elecciones generales bolivianas hasta 2002. Su mejor resultado lo obtuvo en 1985, cuando logró 5 escaños en la Cámara de Diputados.

### Partido Socialista-Aponte
En 1978 el Partido Socialista-Aponte formó parte de la coalición electoral Unidad Democrática y Popular que apoyó a Hernán Siles Zuazo en las elecciones de ese año.
En 1980 el PS-Aponte formó parte de la coalición electoral Frente Democrático Revolucionario–Nueva Alternativa que apoyó a Luis Adolfo Siles Salinas.
Posterior al golpe de Estado del 17 de julio de 1980 el Partido Socialista-Aponte desapareció de la escena política.

### Partido Socialista-Atahuichi
En 1979 y 1980 el Partido Socialista-Atahuichi formó parte de la coalición electoral Unidad Democrática y Popular (UDP) que apoyó a Hernán Siles Zuazo en ambas elecciones generales.
Posterior al golpe de Estado del 17 de julio de 1980 el Partido Socialista-Aponte desapareció de la escena política.